# 전민동
전민동(田民洞)은 대전광역시 유성구의 행정동으로 전민동·문지동·원촌동 3개의 법정동을 관할한다. 대덕연구개발특구로 지정되어 있다.

## 개요
2018년 10월 31일 기준 주민등록 인구는 27,543명이다. 면적은 9.02km2이고, 서쪽으로 신성동, 북쪽으로 관평동, 동쪽으로 대덕구 회덕동, 남동쪽으로 대덕구 대화동과 접한다.
1993년도 대전 엑스포 이후 대덕연구개발특구에서 근무하는 박사, 연구원의 주거지로 개발되었다. 중앙일보는 전국 14번째 고소득 동네로 전민동을 꼽았다.
1~5단지(약 4000세대)의 대규모, 대단지인 엑스포아파트가 전민동 동쪽을 차지하고 있다. 전민동 중심부에는 세종아파트가 KT 대덕연구소, 문지교회, 전민동 주민센터를 둘러싸고 있다.
상권은 대전전민중학교 앞의 엑스포코아를 중심으로 형성되어 있다. 지하 3층(주차장, 슈퍼), 지상 6층의 건물이며  학원, 음식점, 가게들이 입주하여 있어 동대문 느낌이 나는 굉장히 활발한 대형 쇼핑센터로 대전광역시의 명소로까지 인식된다. 최근 문지지구(전민동 관할)에 1000세대가 넘는 대단지 아파트가 입주하여 앞으로의 전민동 상권은 확장될 것으로 분석된다. 또한 거주민들의 소득수준이 높고, 안정적이기 때문에 상권에 불황이 없어, 상인들이 꾸준히 찾는다.
교육열이 대전에서 강한 곳으로 분류된다. 전민동에 위치한 문지중학교, 전민중학교와 고등학교인 대전전민고등학교는 대전에서 상위 학교로 알려져 있다.

## 역사
- 백제: 우술군
- 신라: 비풍군
- 고려: 공주부
- 1895년: 회덕군
- 1914년: 대전군 구즉면
- 1983년 2월 15일: 대전시 중구
- 1989년 1월 1일: 대전직할시 유성구
- 1995년 1월 1일: 대전광역시 유성구

## 교육기관
- 문지초등학교
- 대전전민초등학교
- 대전문지중학교
- 대전전민중학교
- 대전전민고등학교
- 한국과학기술원(KAIST) 문지캠퍼스 (한국정보통신대학교)

## 법정동
- 전민동
- 문지동 (文旨洞)
- 원촌동 (院村洞)

## 아파트
| 단지명                   | 건설사                                             | 시행사                                | 주소                 | 입주        | 비고 |
| ------------------------ | -------------------------------------------------- | ------------------------------------- | -------------------- | ----------- | ---- |
| 엑스포                   | ㈜대우 건설부문 ㈜선경건설 롯데건설 ㈜삼성종합건설 | 엑스포93 조직위원회                   | 유성구 엑스포로 448  | 1994년 5월  |      |
| 세종                     | ㈜럭키개발 ㈜삼성종합건설                          | ㈜럭키개발 ㈜삼성종합건설             | 유성구 유성대로 1741 | 1994년 9월  |      |
| 청구나래                 | ㈜청구                                             | 대덕연구단지 동부3블럭 주택조합연합회 | 유성구 엑스포로 501  | 1994년 11월 |      |
| 대전문지 해링턴 플레이스 | 진흥기업                                           | 아시아신탁㈜ 부원유앤아이㈜           | 유성구 문지로 300    | 2017년 4월  |      |